# Европатурм
Европатурм или Франкфурт ТВ Тауэр (нем. Europaturm) — телевизионная и радиовещательная башня, расположенная во Франкфурте-на-Майне. Высота — 337,5 метров.

## Конструкция
- Высота — 337.5 м
- Высота бетонной части — 227 м.
- Глубина фундамента не превышает — 18.1 м.

## История
Проект башни разработан архитектором Эрвином Гейнле (англ. Erwin Heinle). Строительство башни было начато в 1974 году и продолжалось 5 лет. После завершения строительства башня стала самым высоким сооружением ФРГ, высота составила 331 метр. Даже если не принимать во внимание высоту антенны, высота башни составляет 295 метров, что делает Европатурм второй по высоте после Берлинской телебашни, высота которой составляет 368 метров. Диаметр Европатурма составляет 59 метров, что является мировым рекордом для подобных сооружений.
Несколько лет в верхней части башни располагались ресторан и дискотека, однако с 1999 года Европатурм закрыт для посещений публики.
В сентябре 2004 года антенна на верхушке башни была заменена, — после замены высота башни увеличилась, составив 337,5 метров. Шеститонная антенна была смонтирована двумя частями с помощью вертолёта.

## Интересные факты
- Местные жители называют башню «Ginnhemer Spargel», что означает «Гиннхеймская спаржа».